# Mijn Rusland
Mijn Rusland (Russisch: Размышления о прошлом и будущем , 1998, Engels: On my country and the world) is een boek geschreven door de Rus Michail Gorbatsjov. Het geeft de recente geschiedenis van Rusland weer sinds de Sovjet-Unie tot het uiteenvallen van de U.S.S.R. Ook geeft Gorbatsjov zijn opinie over hetgeen er zou moeten gebeuren na deze gebeurtenissen.